# Награда Милица Стојадиновић Српкиња
Награда Милица Стојадиновић Српкиња је књижевна награда коју додељује Културни центар Војводине Милош Црњански у оквиру манифестације Књижевни сусрети Милици у походе, која се одржава од 1994. године.

## Историјат
Године 1994. установљена је књижевна награда Милица Стојадиновић Српкиња, коју су, између осталих, добили еминентни књижевни ствараоци. У циљу остварења и јачања родне равноправности, кад су у питању књижевна признања, Награда Милица Стојадиновић Српкиња се од 2009. године додељује само песникињама. Културни центар Војводине Милош Црњански, по правилнику о додели ове књижевне награде, расписује конкурс, а о најбољој збирки поезије одлучује жири стручњака који чине еминентни књижевни критичари. Од када су промењене пропозиције, од 2009. године, награду су добиле наше познате песникиње. Оне су, уз новчани део награде, оствариле право да нову збирку поезије, или избор из поезије, објаве у едицији Културног центра Војводине Милош Црњански „Добитнице књижевне награде Милица Стојадиновић Српкиња”.

## Добитници[2]

### Од 1994. до 2008.
- 1994 — Флорика Штефан
- 1995 — Мира Алечковић
- 1996 — Јара Рибникар
- 1997 — Танасије Младеновић
- 1998 — Даринка Јеврић
- 1999 — Бошко Петровић
- 2000 — Матија Бећковић
- 2001 — Даница Вујков
- 2002 — Вера Србиновић
- 2003 — Јован Зивлак
- 2004 — Мирослав Егерић
- 2005 — Благоје Баковић
- 2006 — Јелка Ређеп
- 2007 — Вида Огњеновић
- 2008 — Милан Ненадић, за збирку песама Горко изобиље, ДНС Логос, 2008. COBISS.SR-ID - 229812487[мртва веза]

### Од 2009.
У циљу остварења и јачања родне равноправности, кад су у питању књижевна признања, ова награда се од 2009. године додељује само песникињама.
- 2009 — Тања Крагујевић, за збирку песама Стаклена трава, Агора, 2009. COBISS.SR-ID - 234320903[мртва веза]
- 2010 — Ана Ристовић, за збирку песама П. С., Народна библиотека „Стефан Првовенчани“, 2009. COBISS.SR-ID - 169856012[мртва веза]
- 2011 — Гордана Ђилас, за збирку песама Сећање које се није догодило, Футура публикације, 2011. COBISS.SR-ID - 262231559[мртва веза]
- 2012 — Емсура Хамзић, за збирку песама Златна грана, Orpheus, 2012.[3] COBISS.SR-ID - 274267655[мртва веза]
- 2013 — Даница Вукићевић, за књигу песама Високи фабрички димњаци, Народна библиотека „Стефан Првовенчани“, 2012. COBISS.SR-ID - 193710092[мртва веза]
- 2014 — Радмила Лазић, за збирку песама Црна књига, Народна библиотека „Стефан Првовенчани“, 2014.[4] COBISS.SR-ID - 208055052[мртва веза]
- 2015 — Кајоко Јамасаки, за књигу песама Водени цветови, Народна библиотека „Стефан Првовенчани“, 2014.[5] COBISS.SR-ID - 210397964[мртва веза]
- 2016 — Стана Динић Скочајић, за књигу песама Теглице за бубице, Књижевна општина Вршац, 2015. COBISS.SR-ID - 299741191[мртва веза]
- 2016 — Сунчица Денић, за књигу песама Невреме, Албатрос Плус, 2016.[6] COBISS.SR-ID - 223577868[мртва веза]
- 2017 — Драгица Стојановић, за збирку песама Од(а)бране песме, Граматика, 2017.[7] COBISS.SR-ID - 239556364[мртва веза]
- 2018 — Тања Ступар Трифуновић, за књигу песама Размножавање домаћих животиња, Бајбук, 2018.[8]
- 2019 — Мирјана Стефановић, за збирку песама Трап, Народна библиотека „Стефан Првовенчани“, 2018.[9] COBISS.SR-ID - 268898316[мртва веза]
- 2020 — Злата Коцић, за збирку песама Галгал, Народна библиотека „Стефан Првовенчани“, 2020.[10] COBISS.SR-ID - 18764553[мртва веза]
- 2021 — Јасмина Топић, за збирку песама Привремени боравак, Архипелаг, 2020.[11] COBISS.SR-ID - 25423113[мртва веза]
- 2022 — Милица Бакрач, за збирку песама Господе, није нам хладно, „Златна гора” издаваштво и Књижевна задруга Српског народног вијећа, Никшић 2020.[12] COBISS.SR-ID - 15962116